# ۶۱۴ (قمری)
۶۱۴ (قمری)، ششصد و چهاردهمین سال در گاهشماری هجری قمری است. اول محرم این سال برابر با ششم آوریل سال ۱۲۱۷ میلادی است.

## رویدادها
۳۰ محرم
پایان نوشتن نسخه ی خطی شاهنامه ی فلورانس